# معاملة المثليين في طاجيكستان
يواجه الأشخاص من المثليين والمثليات ومزدوجي التوجه الجنسي والمتحولين جنسياً (اختصاراً: مجتمع الميم) في طاجيكستان تحديات قانونية واجتماعية لا يواجهها غيرهم من المغايرين جنسيا. يعتبر النشاط الجنسي المثلي بين الرجال وبين النساء قانونيا في قيزغيستان، ولكن يواجه الأشخاص من مجتمع المثليين وصمة عار بين السكان. كما أن المنازل التي يعيش فيها الشركاء المثليون غير مؤهلة للحصول على نفس الحماية القانونية المتاحة للأزواج المغايرين. يميل الأشخاص من مجتمع الميم إلى المعاناة من التمييز والتحرش بشكل متكرر في البلاد من قبل السلطات والمجتمع ذو الأغلبية المسلمة.

## قانونية النشاط الجنسي المثلي
النشاط الجنسي سواء كان بين ذكور أو إناث قانوني في طاجيكستان منذ عام 1998. يعتبر السن القانونية للنشاط الجنسي 16 عاما بغض النظر عن التوجه الجنسي والجندر.

## الاعتراف القانوني بالعلاقات المثلية
لا تعترف طاجيكستان قانونيا بالعلاقات المثلية.

## الهوية الجندرية والتعبير عنها
يواجه الأشخاص المتحولون جنسياً «الكثير من وصمة العار والتمييز» في طاجيكستان.
بموجب القانون الطاجيكي، يمكن للأشخاص المتحولين جنسياً تغيير جنسهم القانوني في جواز سفرهم إذا قدموا بيانًا طبيًا مفاده أنهم خضعوا لجراحة إعادة تحديد الجنس. ولكن في الممارسة العملية، فإن قلة الوعي، إلى جانب الفساد والبيروقراطية، تعني أن العملية قد تكون أكثر صعوبة. حتى عام 2014، تمت عمليتان لتغيير الجنس في طاجيكستان؛ الأولى في عام 2001 والثانية في يناير 2014.

## ظروف الحياة
على الرغم من أن القانون لا يحظر ممارسة الجنس المثلي، إلا أن الوضع الفعلي في البلاد لا يساعد الأشخاص من مجتمع الميم. هذا يرجع في الغالب إلى الدين والمعتقدات المحلية، وكذلك التأثير الخارجي. يعتبى التحرش من قبل الشرطة والعامة أمرا شائعا. في عام 2017، وضعت السلطات «قائمة رسمية» للمواطنين من مجتمع المثليين بعد عمليتين حكوميتين سميتا باسم «الأخلاق» و «التطهير».

## الرأي العام
للقادة الدينيين الإسلاميين تأثير كبير على موقف المجتمع الطاجيكي في موضوعات مجتمع الميم. أدان المفتي الأعلى لطاجيكستان سعيد مكرم عبد القادرزودا علنًا العلاقات المثلية ووصفها بأنها «كارثة». بالإضافة إلى ذلك، أدان البلدان التي شرعت زواج المثليين، وتحدث ضد نشطاء حقوق الإنسان والقوانين لحماية مجتمع الميم من التمييز.
يرى عدد من علماء النفس والأطباء الطاجيك أن المثلية الجنسية شكل من أشكال الإدمان يضاهي إدمان المخدرات وإدمان الكحول، ويوفرون «طرق علاج». وهي ما تعتبر علوما زائفة حسب منظمة الصحة العالمية. هناك العديد من الحالات المبلغ عنها من المعاملة غير اللائقة لمجتمع الميم من قبل الطاقم الطبي.

## ملخص
| قانونية النشاط الجنسي المثلي                                                                  | (منذ عام 1998)                      |
| المساواة في السن القانوني للنشاط الجنسي                                                       | (منذ عام 1998)                      |
| قوانين مكافحة التمييز في التوظيف                                                              | No                                  |
| قوانين مكافحة التمييز في توفير السلع والخدمات                                                 | No                                  |
| قوانين مكافحة التمييز في جميع المجالات الأخرى (تتضمن التمييز غير المباشر، خطاب الكراهية)      | No                                  |
| قوانين مكافحة أشكال التمييز المعنية بالهوية الجندرية                                          | No                                  |
| زواج المثليين                                                                                 | No                                  |
| الاعتراف القانوني بالعلاقات المثلية                                                           | No                                  |
| تبني أحد الشريكين للطفل البيولوجي للشريك الآخر                                                | No                                  |
| التبني المشترك للأزواج المثليين                                                               | No                                  |
| يسمح للمثليين والمثليات ومزدوجي التوجه الجنسي والمتحولين جنسيا بالخدمة علناً في القوات المسلحة | No                                  |
| الحق بتغيير الجنس القانوني                                                                    | (يتطلب الجراحة)                     |
| علاج التحويل محظور على القاصرين                                                               | No                                  |
| الحصول على أطفال أنابيب للمثليات                                                              | No                                  |
| الأمومة التلقائية للطفل بعد الولادة                                                           | No                                  |
| تأجير الأرحام التجاري للأزواج المثليين من الذكور                                              | (غير قانوني للأزواج المغايرين كذلك) |
| السماح للرجال الذين مارسوا الجنس الشرجي التبرع بالدم                                          | No                                  |